# کوه دوکات
دوکات (به صربی: Dukat) یک کوه در صربستان است که در Bosilegrad واقع شده‌است. دوکات ۱٬۸۸۱ متر بالاتر از سطح دریا واقع شده‌است.